# Anacolia menziesii
Anacolia menziesii là một loài rêu trong họ Bartramiaceae. Loài này được Turner Paris mô tả khoa học đầu tiên năm 1894.